# Uchiza (distrito)
Uchiza é um distrito do Peru, departamento de San Martín, localizada na província de Tocache.

## Transporte
O distrito de Uchiza é servido pela seguinte rodovia:
- PE-5N, que liga o distrito de Chanchamayo (Região de Junín) à Ponte Integración (Fronteira Equador-Peru) - e a rodovia equatoriana E682 - no distrito de Namballe (Região de Cajamarca)
- PE-12A, que liga a cidade ao distrito de La Pampa (Região de Ancash)
- SM-111, que liga o distrito à cidade de Tocache[1][2][3]